# Peter C. Gøtzsche
Peter C. Gotzsche és un investigador mèdic danès, director del Nordic Cochrane Center al Rigshospitalet de Copenhaguen. Ha escrit nombrosos estudis dins de la col·laboració Cochrane.
D'entre els seus resultats d'investigació destaca que el placebo té un efecte molt petit i que molts metanàlisis poden patir errors d'extracció de dades. Gøtzsche i els seus coautors han criticat sovint els mètodes d'investigació i la interpretació de resultats d'altres científics, per exemple en el metanàlisi de placebo. Gøtzsche també ha fet comentaris i crítiques sobre metanàlisis, la independència editorial de les revistes mèdiques i la pràctica d'escriptors fantasma en medicina.